# Lokčim
Lokčim, Lokšma, Longima, Ločkim (rusky Локчим, Локшма, Лонгима příp. Лочким, komijsky Лӧкчим) je řeka v jižní části Komiské republiky v Rusku. Je dlouhá 272 km (od pramene řeky Baďju 322 km). Povodí řeky je 6600 km².

## Průběh toku
Ústí zleva do Vyčegdy (povodí Severní Dviny).

## Vodní režim
Zdrojem vody jsou převážně sněhové srážky. Průměrný roční průtok vody ve vzdálenosti 53 km od ústí činí 51,6 m³/s. Zamrzá na konci října až na začátku listopadu a rozmrzá v dubnu.

## Využití
Je splavná pro vodáky. Vodní doprava je možná k přístavu Lopydino v délce 153 km.